# Baylakan
Baylakan (armeni Phaitakaran o Paytakaran o Phaïdagaran) és una ciutat de l'Azerbaidjan, moderna Beylagan (també apareix com Beyləqan, Beyläqan, Bejlagan, Beilagan, Jdanov, Zhdanov, Ždanovsk, i Zhdanovsk, rus Байлакане), capital del districte de Beylagan. El nom Zhdanov (Жданов) el va portar durant l'era soviètica pel polític estalinista Andrei Zhdanov però el 1991 va recuperar el seu nom tradicional. Està situada al triangle entre els rius Kura i Aras i el seu nom podria derivar segons Moisès de Khorèn del persa Payda-gharan (پایداقاران, Lloc de Payda), i l'hauria fundat el rei sassànida Cobades I (488-497) a la regió que portava el mateix nom. Per la seva història vegeu Phaitakaran.
Al començament del califat d'Uthman es van sotmetre als àrabs les principals ciutats d'Arran i entre elles Paytakaran, en endavant anomenada Baylakan. El 730 fou teatre de lluites entre àrabs i khàzars durant la segona guerra khàzar, i el general musulmà Said ibn Amr al-Harashi hi va obtenir una important victòria. Entre el 731 i el 744 sota el govern a Arran de Merwan ben Muhammad (que fou després el darrer califa omeia) els khàzars foren rebutjats definitivament. Es coneixen monedes emeses a Bardaa i Baylakan entre el 762 i el 840. Al segle ix s'hi establiren els paulicians expulsats de Tefrícia, sota protecció dels àrabs; els paulicians foren coneguts com a baylikani.
El 1075 els shaddàdides que governaven Arran foren eliminats pels seljúcides. Alp Arslan va nomenar governador al general Sawtakin, i les tribus turques es van establir a la regió i la capital, que era a Bardaa, es va desplaçar a Baylakan fins al 1221 en què fou destruïda pels mongols després d'un setge. Al segle xii i començament del XIII dominaren la regió els ildegízides.
Tamerlà va passar per la ciutat l'hivern del 1403 al 1404, i la va destruir però després la va fer restaurar. Tot el territori entre Baylakan i Trebisonda fou donat en feu al príncep Khalil Mirza. Més tard la ciutat va quedar deserta i les seves ruïnes es diuen avui dia Oren-kala al costat del llogaret de Kabirli village i a 22 km de la moderna ciutat.